# Catene (film 1925)
Catene è un film del 1925 diretto da Gennaro Righelli.